# ARCA Racing Series

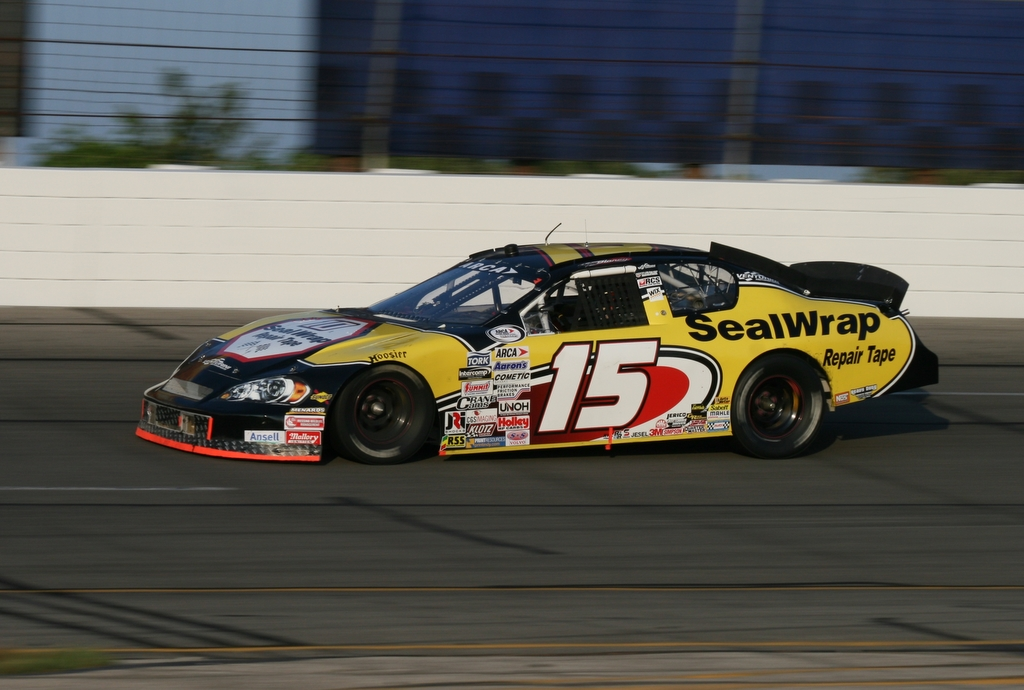
Ryan Blaney 2011 in Indianapolis

Die ARCA Menards Series ist eine US-amerikanische Tourenwagenrennserie, die vom Automobile Racing Club of America veranstaltet wird. Sie gilt als kleinere, aber dennoch professionelle Serie unterhalb des NASCAR Cup Series und der Xfinity Series. 2018 wurde die Serie offiziell von der NASCAR übernommen und rangiert nun unterhalb der beiden vorgenannten Serien.

## Geschichte
Das erste Rennen fand 1953 statt. Mit einer seit 72 Jahren andauernden Renngeschichte ist die Serie somit eine der traditionsreichsten Rennserien in den Vereinigten Staaten. Seit 1964 ist das Saisoneröffnungsrennen der Serie Teil der Speedweeks auf dem Daytona International Speedway.
In den ersten elf Jahren der Serie (1953–1963) wurde sie unter der Bezeichnung Midwest Association for Race Cars (MARC) geführt. Als die Serie 1964 national wurde, wurde der Name in Automobile Racing Club of America (ARCA) geändert. Sie blieb bis zum 27. April 2018 unter der Kontrolle des ARCA.
Im Laufe der Jahre war die Serie unter verschiedenen Serienbezeichnungen bekannt. Von Midwest Association for Race Cars (MARC) (1953–1963) änderte sich diese zu ARCA Racing Series (1964–1981), ARCA Talladega SuperCar Series (1982), ARCA Permatex SuperCar Series (1983–1991), ARCA SuperCar Series (1992), ARCA Hooters SuperCar Series (1993–1994), ARCA Bondo/Mar-Hyde Series (1995–1999), ARCA RE/MAX Series (2000–2009), ARCA Racing Series presented by RE/MAX and Menards (2010) und ARCA Racing Series presented by Menards (2011–2018). Seit der NASCAR-Übernahme ist sie unter dem vereinfachten Namen ARCA Menards Series bekannt.

## Fahrer
Im Laufe der 72-jährigen Renngeschichte der Serie wurden 1573 Rennen ausgetragen, an denen insgesamt 3227 Fahrer teilnahmen (Stand Saisonende 2024). Erfolgreichster Fahrer der Serie ist Frank Kimmel, der zehnmal Champion wurde, davon zwischen 2000 und 2007 achtmal in Folge. Häufig wird die Serie als Sprungbrett in die höheren Tourenwagenserien von NASCAR genutzt.

### Champions
| - 1953: Jim Romine - 1954: Buckie Sager - 1955: Iggy Katona - 1956: Iggy Katona - 1957: Iggy Katona - 1958: Nelson Stacy - 1959: Nelson Stacy - 1960: Nelson Stacy - 1961: Harold Smith - 1962: Iggy Katona - 1963: Jack Bowsher - 1964: Jack Bowsher - 1965: Jack Bowsher - 1966: Iggy Katona - 1967: Iggy Katona - 1968: Benny Parsons - 1969: Benny Parsons - 1970: Ramo Stott - 1971: Ramo Stott - 1972: Ron Hutcherson - 1973: Ron Hutcherson - 1974: Ron Hutcherson/Dave Dayton* - 1975: Dave Dayton - 1976: Dave Dayton - 1977: Moose Myers - 1978: Marvin Smith - 1979: Marvin Smith - 1980: Bob Dotter - 1981: Larry Moyer | - 1982: Scott Stovall - 1983: Bob Dotter - 1984: Bob Dotter - 1985: Lee Raymond - 1986: Lee Raymond - 1987: Bill Venturini - 1988: Tracy Leslie - 1989: Bob Keselowski - 1990: Bob Brevak - 1991: Bill Venturini - 1992: Bobby Bowsher - 1993: Tim Steele - 1994: Thomas Sayles Sr. - 1995: Andy Hillenburg - 1996: Tim Steele - 1997: Tim Steele - 1998: Frank Kimmel - 1999: Bill Baird - 2000: Frank Kimmel - 2001: Frank Kimmel - 2002: Frank Kimmel - 2003: Frank Kimmel - 2004: Frank Kimmel - 2005: Frank Kimmel - 2006: Frank Kimmel - 2007: Frank Kimmel - 2008: Justin Allgaier - 2009: Justin Lofton - 2010: Patrick Sheltra - 2011: Ty Dillon - 2012: Chris Buescher - 2013: Frank Kimmel - 2014: Mason Mitchell - 2015: Grant Enfinger - 2016: Chase Briscoe - 2017: Austin Theriault - 2018: Sheldon Creed - 2019: Christian Eckes - 2020: Bret Holmes - 2021: Ty Gibbs |

'*' = Punktegleichstand

### Rookie of the Year
| - 1957: Bill Granger - 1958: Paul Wensink - 1959: Bob Bower - 1960: Keine Auszeichnung vergeben - 1961: Virgil Oakes - 1962: Curly Mills - 1963: Keine Auszeichnung vergeben - 1964: Charlie Glotzbach - 1965: Benny Parsons - 1966: Dave Dayton - 1967: Norm Meyers - 1968: Cliff Hamm - 1969: Larry Ashley - 1970: Tom Bowsher - 1971: A. Arnold - 1972: Delmar Clark - 1973: Bruce Gould - 1974: Jerry Hufflin - 1975: Woody Fisher - 1976: Tom Meinberg - 1977: Bill Green - 1978: Bob Slawinski - 1979: Steve Ellis - 1980: Scott Stovall - 1981: Gorden Blankenship - 1982: Lee Raymond | - 1983: Bill Venturini - 1984: Davey Allison - 1985: Dave Simko - 1986: Mark Gibson - 1987: Dave Weltmeyer - 1988: Bobby Gerhart - 1989: Graham Taylor - 1990: Glenn Brewer - 1991: Ron Payne - 1992: Frank Kimmel - 1993: Jeremy Mayfield - 1994: Gary Bradberry - 1995: Dill Whittymore/Harris DeVane - 1996: Blaise Alexander - 1997: Josh Baltes - 1998: Bill Baird - 1999: Ron Cox - 2000: Brian Ross - 2001: Jason Jarrett - 2002: Chad Blount - 2003: Bill Eversole - 2004: T. J. Bell - 2005: Joey Miller - 2006: Blake Bjorklund - 2007: Michael McDowell - 2008: Matt Carter | - 2009: Parker Kligerman - 2010: Dakoda Armstrong - 2011: Chris Buescher - 2012: Alex Bowman - 2013: Justin Boston - 2014: Austin Wayne Self - 2015: Kyle Weatherman - 2016: Dalton Sargeant - 2017: Riley Herbst - 2018: Zane Smith - 2019: Tommy Vigh junior - 2020: Hailie Deegan - 2021: Nick Sanchez |

## Liste der von 2015 bis 2024 genutzten Rennstrecken
| Strecke                                  | Location             | Summe | 2024 | 2023 | 2022 | 2021 | 2020 | 2019 | 2018 | 2017 | 2016 | 2015 |
| ---------------------------------------- | -------------------- | ----- | ---- | ---- | ---- | ---- | ---- | ---- | ---- | ---- | ---- | ---- |
| Kansas Speedway                          | Kansas City (KS)     | 15    | 2    | 2    | 2    | 2    | 2    | 1    | 1    | 1    | 1    | 1    |
| Salem Speedway                           | Salem (IN)           | 14    | 1    | 1    | 1    | 1    | -    | 2    | 2    | 2    | 2    | 2    |
| Pocono Raceway                           | Long Pond (PA)       | 14    | -    | 1    | 1    | 1    | 1    | 2    | 2    | 2    | 2    | 2    |
| Toledo Speedway                          | Toledo (OH)          | 12    | 1    | 1    | 1    | 1    | 3    | 1    | 1    | 1    | 1    | 1    |
| Daytona International Speedway           | Daytona Beach (FL)   | 11    | 1    | 1    | 1    | 1    | 2    | 1    | 1    | 1    | 1    | 1    |
| Talladega Superspeedway                  | Talladega (AL)       | 10    | 1    | 1    | 1    | 1    | 1    | 1    | 1    | 1    | 1    | 1    |
| Iowa Speedway                            | Newton (IO)          | 10    | 1    | 1    | 1    | 1    | 1    | 1    | 1    | 1    | 1    | 1    |
| Michigan International Speedway          | Brooklyn (MI)        | 10    | 1    | 1    | 1    | 1    | 1    | 1    | 1    | 1    | 1    | 1    |
| Illinois State Fairgrounds               | Springfield (IL)     | 10    | 1    | 1    | 1    | 1    | 1    | 1    | 1    | 1    | 1    | 1    |
| Lucas Oil Indianapolis Raceway Park      | Brownsburg           | 9     | 1    | 1    | 1    | -    | 1    | 1    | 1    | 1    | 1    | 1    |
| DuQuoin State Fairgrounds                | Du Quoin (IL)        | 9     | 1    | 1    | 1    | 1    | -    | 1    | 1    | 1    | 1    | 1    |
| Berlin Raceway                           | Marne (IL)           | 7     | 1    | 1    | 1    | 1    | -    | -    | 1    | -    | 1    | 1    |
| Elko Speedway                            | Elko New Market (MN) | 7     | 1    | 1    | 1    | 1    | -    | 1    | 1    | 1    | -    | -    |
| Charlotte Motor Speedway                 | Concord (NC)         | 6     | 1    | 1    | 1    | 1    | -    | 1    | 1    | -    | -    | -    |
| Phoenix Raceway                          | Avondale (AZ)        | 5     | 1    | 1    | 1    | 1    | 1    | -    | -    | -    | -    | -    |
| Bristol Motor Speedway                   | Bristol (TN)         | 5     | 1    | 1    | 1    | 1    | 1    | -    | -    | -    | -    | -    |
| Winchester Speedway                      | Winchester (IN)      | 5     | -    | -    | -    | 1    | 1    | -    | -    | 1    | 1    | 1    |
| Nashville Fairgrounds Speedway           | Nashville (TN)       | 5     | -    | -    | -    | -    | -    | 1    | 1    | 1    | 1    | 1    |
| Chicagoland Speedway                     | Joliet (IL)          | 5     | -    | -    | -    | -    | -    | 1    | 1    | 1    | 1    | 1    |
| Mid-Ohio Sports Car Course               | Lexington (OH)       | 4     | 1    | 1    | 1    | 1    | -    | -    | -    | -    | -    | -    |
| Milwaukee Mile                           | West Allis (WI)      | 4     | 1    | 1    | 1    | 1    | -    | -    | -    | -    | -    | -    |
| Watkins Glen International               | Watkins Glen (NY)    | 4     | 1    | 1    | 1    | 1    | -    | -    | -    | -    | -    | -    |
| Kentucky Speedway                        | Sparta (KY)          | 4     | -    | -    | -    | -    | 1    | -    | -    | 1    | 1    | 1    |
| Madison International Speedway           | Oregon (WI)          | 4     | -    | -    | -    | -    | -    | 1    | 1    | 1    | 1    | -    |
| World Wide Technology Raceway at Gateway | Madison (IL)         | 3     | -    | -    | -    | -    | 1    | 1    | 1    | -    | -    | -    |
| New Jersey Motorsports Park              | Millville (NJ)       | 2     | -    | -    | -    | -    | -    | -    | -    | -    | 1    | 1    |
| Dover International Speedway             | Dover (DE)           | 1     | 1    | -    | -    | -    | -    | -    | -    | -    | -    | -    |
| Lebanon I-44 Speedway                    | Lebanon (MO)         | 1     | -    | -    | -    | -    | 1    | -    | -    | -    | -    | -    |
| Memphis International Raceway            | Millington (TN)      | 1     | -    | -    | -    | -    | 1    | -    | -    | -    | -    | -    |
| Five Flags Speedway                      | Penascola (FL)       | 1     | -    | -    | -    | -    | -    | 1    | -    | -    | -    | -    |
| Road America                             | Elkhard Lake (WI)    | 1     | -    | -    | -    | -    | -    | -    | -    | 1    | -    | -    |
| Mobile international Speedway            | Irvington (AL)       | 1     | -    | -    | -    | -    | -    | -    | -    | -    | -    | 1    |